# Аппьяно-Джентиле
Аппьано-Жентиле (итал. Appiano Gentile) — город в Италии, расположен в регионе Ломбардия, подчинён административному центру Комо (провинция).
Население составляет 7227 человек (на 2004 г.), плотность населения — 547 чел./км². Занимает площадь 12,91 км². Почтовый индекс — 22070. Телефонный код — 00031.
Покровителем города считается святой Стефан Первомученик. Праздник города ежегодно празднуется 26 декабря.